# Luis Page Blake
Luis Page Blake (Madrid, 20 de juny de 1855 -) fou un enginyer i polític espanyol, diputat a les Corts Espanyoles durant la restauració borbònica.

## Biografia
Graduat com a enginyer de camins el 1878, el 1881 fou comissionat per a estudiar l'Exposició Universal de Milà. També va fer carrera política, i fou elegit diputat pel districte de Huelva a les eleccions generals espanyoles de 1881 i pel de Requena a les eleccions generals espanyoles de 1893 i 1898. Després continuà la seva tasca com a enginyer, i entre 1915 i 1922 fou cap d'Obres Públiques a Albacete, Valladolid i Santa Cruz de Tenerife.